# Gabriela Gajanová
Gabriela Gajanová (Liptovský Mikuláš, 12 de octubre de 1999) es una deportista eslovaca que compite en atletismo, especialista en las carreras de mediofondo.
Ganó una medalla de bronce en los Juegos Europeos de Cracovia 2023 y una medalla de plata en el Campeonato Europeo de Atletismo de 2024, ambas en la prueba de 800 m.

## Palmarés internacional
| Juegos Europeos    | Juegos Europeos   | Juegos Europeos   | Juegos Europeos |
| Año                | Lugar             | Medalla           | Prueba          |
| ------------------ | ----------------- | ----------------- | --------------- |
| 2023               | Chorzów (Polonia) | Medalla de bronce | 800 m           |
| Campeonato Europeo |                   |                   |                 |
| Año                | Lugar             | Medalla           | Prueba          |
| 2024               | Roma (Italia)     | Medalla de plata  | 800 m           |